# José Tomás Valdovinos
José Tomás Valdovinos, també conegut com a Josete, és un exfutbolista aragonès, nascut a Osca el 12 de març de 1970. Ocupava la posició de defensa.

## Trajectòria
Després de militar en equips de categories inferiors com el Telde o el Peralta, al mercat d'hivern de 1990 és fitxat pel Rayo Vallecano. Prompte es faria un lloc titular en el conjunt madrileny, tant a la Segona Divisió, com posteriorment a la màxima categoria, a la qual els rayistes van pujar el 1992.
L'estiu de 1994 el Rayo retorna a Segona, però Josete fitxa pel Reial Betis. Al club andalús, el defensa qualla dues bones temporades, en les quals hi juga 64 partits de lliga. Però, a partir de la temporada 96/97, passa a la suplència i amb prou feines compta per als tècnics del Betis. De fet, entre 1996 i 1998 només juga 11 partits.
La temporada 98/99 marxa al Deportivo Alavés, sense fer-se un lloc en els dos anys i mig que passa a terres basques. Començada la temporada 00/01, recala a la UE Lleida, amb qui juga tant en Segona com a Segona B fins a retirar-se el 2003.